# Jeong Eun-kyeong
Jung o Jeong Eun-kyeong (coreà: 정은경; Hanja: 鄭銀敬; nascuda el 1965) és una metgessa i investigadora coreana especialista en malalties infeccioses i salut pública. Entre 2017 i 2020 va ser la a directora dels KCDC (Korea Centers for Disease Control and Prevention). Jung ha sigut la primera dona a dirigir la KCDC des de la creació de l'agència en 2003. Des de setembre de 2020 és la Comissioner de la mateixa organització.

## Trajectòria
Jung Eun-kyeong es va graduar per la Universitat Nacional de Seül amb tres graus: doctora en Medicina, Màster en salut pública i doctorat en Medicina preventiva.
És investigadora del KNIH des de 1995. Abans de ser nomenada directora de la KCDC, Jung va dirigir el Centre per a la Salut Pública, Preparació i Resposta a Emergències de Corea del Sud. En 2015, davant el brot de MERS, va ser la portaveu i directora de l'organisme responsable dins de la KCDC. També va treballar com a cap del Departament de Malalties Cròniques de Control de la Recerca a la mateixa institució.

### Covid-19
Amb motiu de la pandèmia pel coronavirus Covid-19, el 20 d'abril de 2020 Jung va informar que des del 8 d'abril de 2020 a Corea del Sud s'havien registrat 179 casos de nous contagis de pacients donats d'alta, la qual cosa representa un 2,2 % del total de pacients guarits al país, encara que una part important d'aquests casos (41) afectaven a una població de 20 i 29 anys.